# تنظير الشبكية
تنظير الشبكية (بالإنجليزية: Retinoscopy)‏ أو تنظير الحدقة أو اختبار الظل هو تقنية فحص طبي للحصول على قياس موضوعي لخصائص الانكسارية في عين المريض المصابة. يستخدم الفاحص منظار الشبكية لتسليط الضوء على عين المريض ويلاحظ الانعكاس (المنعكس) خارج الشبكية للمريض. أثناء تحريك الشد أو بقعة الضوء على الشبكية وملاحظة اتجاه حركته وحركة المنطقة المضاءة على سطحها، والانكسار الناتج عن الأشعة الناشئة وذلك باستخدام منظار الشبكية وإِطار التجريب وعدسة الاختبار وهو مفيد بصفة خاصة في وصف العدسات التصحيحية للمرضى الذين لا يستطيعون الخضوع للانكسار الشخصاني الذي يتطلب استجابة من المريض مثل الأطفال أو ذوي الإعاقة الذهنية الشديدة أو ممن لديهم مشاكل في التواصل النظري، ولكن في معظم الحالات يكون استخدامه كأساس لمزيد من الصقل للانكسار التشخيصي. كما أنه يستخدم لتقييم القدرة التوافقية للعين وكشف مدة البصر الخافي.

## وصلات خارجية
- Slide show of retinoscopy
- Foucault test